# Isla de Dino
La Isla de Dino (en italiano: Isola di Dino) es la mayor de dos islas de Calabria, siendo la otra es la Isla de Cirella, en el país europeo de Italia. Está situada en la costa noroeste del mar tirreno de Calabria, frente a la localidad de Praia a Mare, en la provincia de Cosenza, en frente del Cabo de La Arena, al sur del país. Su nombre deriva del hecho de que la isla era un templo (aedina) dedicado a Venus. Una Hipótesis es que deriva de su nombre griego "dina".